# Bój USS Constitution z HMS Guerriere
Bój USS „Constitution” z HMS „Guerriere” – starcie dwóch fregat w czasie wojny roku 1812. Miało miejsce wkrótce po wybuchu wojny i dodatnio wpłynęło na stan amerykańskiego morale. Po starciu tym USS „Constitution” zyskała zaszczytne miano „The Old Ironside”.

## Podłoże
Gdy 18 czerwca 1812 roku Stany Zjednoczone wypowiedziały wojnę Zjednoczonemu Królestwu Wielkiej Brytanii, Royal Navy miała 85 okrętów na amerykańskich wodach, podczas gdy United States Navy, która nie osiągnęła jeszcze wieku dwudziestu lat, dysponowała zaledwie 22 okrętami, głównie fregatami. Główną siłę drugiej floty stanowiła eskadra, złożona z trzech fregat i dwóch slupów, pod dowództwem komodora Johna Rodgersa na USS „President”, bazująca w porcie nowojorskim. Tydzień po wypowiedzeniu wojny przez Kongres Stanów Zjednoczonych, sekretarz marynarki Paul Hamilton wydał Rodgersowi rozkaz wyjścia z Nowego Jorku, a komandorowi Isaacowi Hullowi, dowódcy USS „Constitution”, który stacjonował w Annapolis w Zatoce Chesapeake, by do Rodgersa dołączył.
Tymczasem Rodgers, nie czekając na rozkazy, opuścił zaraz po wypowiedzeniu wojny port nowojorski w obawie, że może zostać tam zablokowany przez przeważające siły Royal Navy, i nadziei, że na otwartych wodach uda mu się dopaść pojedynczo okręty przeciwnika, zanim przystąpią one do zmasowanego kontrataku. Rzeczywiście zdołał spotkać się z fregatą HMS „Belvidera”, ale „Belvidera” uciekła, a na pokładzie „Presidenta” nastąpiła eksplozja działa, co spowodowało zranienie Rodgersa, znaczne zniszczenia i zamieszanie. Rodgers następnie przekroczył Ocean Atlantycki w nadziei przechwycenia wartościowego konwoju brytyjskiego płynącego z Indii Zachodnich do Europy. Z powodu fatalnej pogody Rodgers nie zdołał dopaść konwoju i zagarnął jedynie siedem małych statków handlowych.
Na wieść o przygodzie Belvidery, wiceadmirał Herbert Sawyer, dowódca sił Royal Navy w Ameryce Północnej i Indiach Zachodnich stacjonujących w Halifaksie w prowincji Nowa Szkocja, wysłał eskadrę komandora Philipa Broke’a z zadaniem przechwycenia zespołu Rodgersa. Eskadra Broke’a składała się z 64-działowego okrętu liniowego HMS „Africa” oraz fregat „Shannon”, „Aeolus”, „Belvidera” i „Guerriere”. Zmuszając Brytyjczyków do skoncentrowania ich sił w jednym miejscu, Rodgers umożliwił znacznej liczbie amerykańskich statków handlowych dotarcie do portów zanim mogłyby być namierzone.

### Pościg za „Constitution”

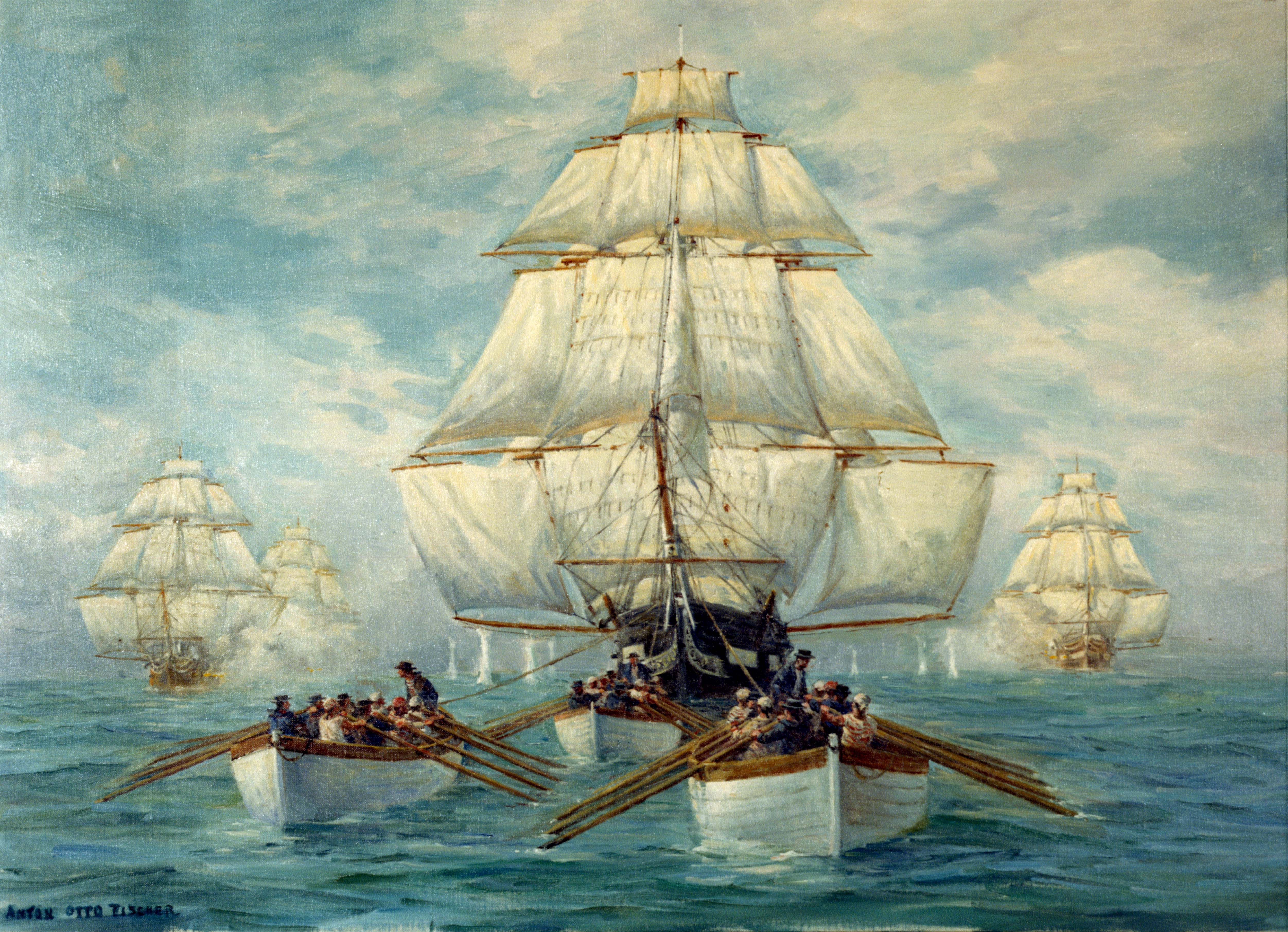
„Constitution” uchodzi przed brytyjską eskadrą. Mal. Otto Fischer

W chwili wybuchu wojny „Constitution” znajdowała się w Annapolis kompletując nową załogę, w związku z czym przez trzy tygodnie nie mogła wyjść w morze. Gdy wreszcie stało się to możliwe, dowódca Isaac Hull skierował fregatę – zgodnie z rozkazami sekretarza Hamiltona – do Nowego Jorku. Gdy okręt zbliżał się do portu przeznaczenia, Hull dostrzegł – późnym popołudniem 17 lipca 1812 roku – cztery okręty żeglujące na zachód i jeden kierujący się wprost ku „Constitution”. Myślał, że mogą to być okręty eskadry Rodgersa, ale wolał zachować ostrożność. Kazał zapalić lampy sygnalizacyjne, ale gdy nadpływający okręt nie przedstawił się, kazał załodze „Constitution” trzymać dystans i czekać do rana celem ocenienia sytuacji. Zbliżającym się okrętem była „Guerriere”, dążąca do połączenia się z eskadrą Broke’a, od której oddaliła się wcześniej. Dowódca brytyjskiej fregaty, komandor James Richard Dacres zorientował się, że „Constitution” jest okrętem nieprzyjacielskim, ale o świcie 18 lipca dostrzegł w oddali pozostałe cztery okręty brytyjskie. Okręty te nie odpowiedziały na jego sygnał rozpoznawczy. W obawie, by nie wpaść w pułapkę zastawianą przez całą eskadrę Rodgersa, Dacres zwiększył odległość dzielącą „Guerriere” od pozostałych okrętów, tym samym tracąc szansę na dopadnięcie „Constitution”.
Przy lekkim, kapryśnym i czasami zamierającym wietrze, „Constitution” uchodziła przed pościgiem brytyjskiej eskadry. Amerykańska fregata opuściła na wodę swe łodzie, które miały ją holować, zaś Broke kazał wszystkim łodziom eskadry holować Shannon. Dla zmniejszenia wagi okrętu Hull kazał wypompować za burtę 10 ton wody pitnej. Mimo to pościg brytyjskich okrętów trwał. W tej sytuacji zastępca dowódcy „Constitution”, kapitan Charles Morris, zaproponował werpowanie, celem odciągnięcia fregaty jak najdalej. To pomogło „Constitution” oddalić się od Shannon, tym bardziej, że ogień czterech ciężkich dział, ustawionych przez Hulla na rufie, uniemożliwił Brytyjczykom zastosowanie tej samej taktyki. Po południu ponownie uderzył wiatr i „Constitution” zwiększyła dystans. W ciągu nocy okręty brytyjskie zbliżyły się nieznacznie, ale następnego dnia „Constitution” ponownie im uciekła, jakkolwiek pościg trwał jeszcze cały dzień i noc, dopóki obie strony nie straciły się z oczu.
Po oderwaniu się od nieprzyjaciela Hull pożeglował do Bostonu, celem uzupełnienia zapasu wody pitnej przed wyruszeniem 2 sierpnia w okolice Halifaxu i ujścia Rzeki Św. Wawrzyńca, z zadaniem przechwytywania brytyjskich statków handlowych, zanim nie udał się na południe, w kierunku Bermudów. „Constitution” wkrótce napotkał amerykański okręt kaperski Decatur, którego kapitan powiedział Hullowi, że dzień wcześniej zdołał uciec przed brytyjską fregatą.
Broke tymczasem podążał za drogocennym konwojem z Indii Zachodnich, przypuszczając poprawnie, że Rodgers jest zainteresowany doścignięciem tego celu. W trzy tygodnie po straceniu z oczu „Constitution” i widząc, że konwój bezpiecznie dotarł na wody brytyjskie, Broke postanowił wrócić w okolice Nowego Jorku. „Guerriere” została odesłana do Halifaxu dla dokonania niezbędnych napraw.

## Bitwa

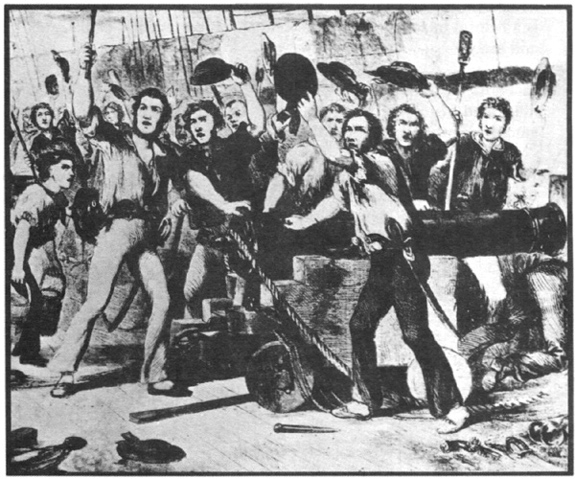
Załoga „Constitution” przygotowuje się do boju z „Guerriere”

O godz. 14 w dniu 19 sierpnia „Constitution” dostrzegła duży okręt na zawietrznej i zbliżyła się, by go rozpoznać. Niebo było pochmurne, a wiatr rześki. Obcym okrętem okazała się fregata „Guerriere”, której załoga rozpoznała „Constitution” niemal w tym samym momencie. Oba okręty zaczęły przygotowywać się do walki, skracając żagle do ustawienia bojowego, czyli zostawiając jedynie górne żagle rejowe i sztaksle. Gdy „Constitution” zbliżyła się, Dacres kazał oddać salwę burtową, ale była ona za krótka, po czym uciekał z wiatrem przez trzy kwadranse, a „Constitution” płynęła za jego rufą. Dacres kilkakrotnie kazał oddać salwę w kierunku „Constitution”, ale salwy burtowe „Guerriere” były niecelne, podobnie zresztą jak kilka strzałów z dziobowych dział „Constitution”. Gdy jedna z kul działowych odbiła się „niegroźnie” od burty „Constitution”, jej załoga zaczęła podobno krzyczeć „Hura! Nasze burty są z żelaza!” (ang. Hurrah! Her sides are made of iron!).
Gdy odległość zmniejszyła się do kilkuset metrów, Hull kazał postawić dodatkowe żagle (marsel i topsel), by szybko zmniejszyć dystans. Dacres nie uczynił tego i wkrótce oba okręty zaczęły oddawać do siebie salwy burtowe z odległości „pół strzału z pistoletu”. Po piętnastominutowej wymianie ognia, w czasie której „Guerriere” odniosła znacznie większe uszkodzenia niż „Constitution”, bezanmaszt „Guerriere” złamał się i wypadł za burtę, spowalniając okręt i powodując obracanie się go wokół własnej osi. Pozwoliło to „Constitution” przejść przed dziobem „Guerriere” i oddać kolejną salwę, w wyniku której runął grotmaszt. Następnie Hull ponownie dokonał zwrotu, by przejść przed dziobem „Guerriere” i znów dać ognia, ale manewr został wykonany zbyt blisko, skutkiem czego bukszpryt „Guerriere” zaplątał się w olinowanie bezanmasztu „Constitution”.
Na obu okrętach przygotowywano się do abordażu, co wywołało gęstą palbę z muszkietów z obu stron. Po obu stronach było wielu rannych, wśród nich kapitan Charles Morris i komandor Dacres. Przy dużej fali i w związku z tym, że statki łączył jedynie bukszpryt „Guerriere”, żadna ze stron nie była zdolna do ataku. Artylerzyści „Guerriere” wykorzystali sytuację i oddali salwę z najbliższej odległości do kabiny kapitańskiej Hulla, co wywołało krótkotrwały pożar na amerykańskim okręcie. Obie jednostki obracały się wokół wspólnej osi, aż wreszcie udało im się uwolnić. Grot i bezan „Guerriere” leżały za burtą powodując niekontrolowane obracanie się okrętu. Dacres próbował podnieść zapasowy masz na bukszprycie, ale i on został zniszczony. Z kolei „Constitution” zeszła na kilka minut z linii wiatru dla dokonania naprawy uszkodzeń, po czym wróciła do bitwy.
Gdy „Constitution” przygotowywała się do ponownego podjęcia akcji, „Guerriere” oddała pojedynczy strzał w przeciwnym kierunku. Rozumiejąc, że może to oznaczać chęć poddania się, Hull wysłał łódź z jednym z oficerów w stronę brytyjskiego okrętu. Gdy amerykański porucznik wszedł na pokład „Guerriere” i zapytał, czy „Guerriere” jest gotowa się poddać, komandor Dacres odpowiedział: „Nie wiem. Straciliśmy bezan, grot i fok – myślę, że możecie powiedzieć, że powinniśmy opuścić banderę”.

## Rezultaty

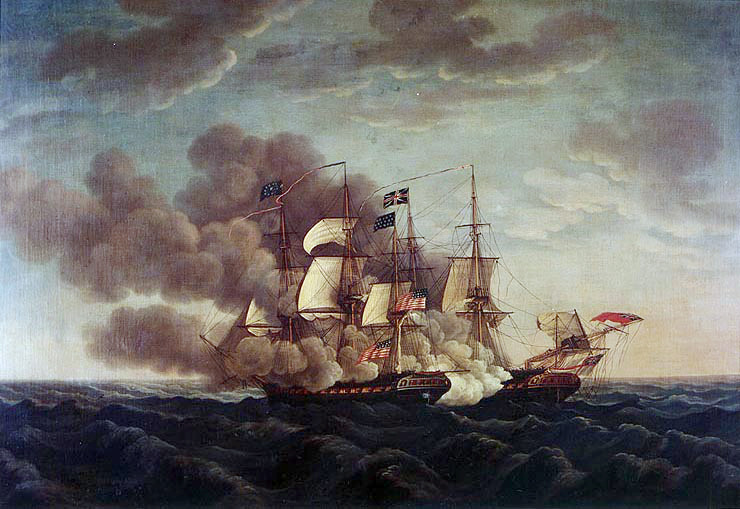
Inny obraz przedstawiający tę samą bitwę

Komandor Dacres został przetransportowany na pokład „Constitution”. Hull odmówił przyjęcia szabli Dacresa mówiąc, że nie może przyjąć białej broni człowieka, który stawał tak dzielnie. Kazał mu również zwrócić Biblię jego matki. „Guerriere” tonęła, wobec czego ranni zostali przeniesieni na pokład „Constitution”. Hull zorientował się przy okazji, że dziesięciu Amerykanów służyło pod przymusem na „Guerriere” oraz, że Dacres pozwolił im zostać pod pokładem i nie walczyć z krajanami.
Hull chciał doholować „Guerriere” do portu. „Constitution” pozostawała u burty „Guerriere” przez całą noc, ale o świcie okazało się, że „Guerriere” nie da się ocalić. Jeńcy i siłą wcieleni Amerykanie zostali przeniesieni na pokład „Constitution”, a o godzinie 15 na „Guerriere” podłożono ogień, co wkrótce spowodowało wybuch amunicji i zatonięcie.
Wprawdzie „Constitution” mogła kontynuować rejs (nie była poważnie uszkodzona i zachowała dwie trzecie amunicji), jednak Hull chciał powiadomić amerykańskie społeczeństwo o zwycięstwie. Gdy dotarł po dziesięciu dniach do Bostonu, wieść (na dowód której było ponad dwustu jeńców) wywołała wybuch radości. „Guerriere” była jednym z najaktywniejszych w Royal Navy okrętów zatrzymujących i przeszukujących amerykańskie statki handlowe, więc informacja o jej pokonaniu szczególnie ucieszyła społeczność związaną z żeglugą. Jak na ironię Hull do końca wojny nie otrzymał już bojowego zadania.
Po zwolnieniu w ramach wymiany jeńców i powrocie do Halifax, Dacres stanął przed sądem wojskowym, jak zazwyczaj w przypadku straty okrętu Royal Navy z jakiegokolwiek powodu. Broniąc się, wysunął argument, że „Guerriere” była okrętem zbudowanym we Francji, zdobytym w roku 1806 przez Royal Navy i tym samym nie tak mocnym jak okręty budowane w Wielkiej Brytanii oraz – co najważniejsze – okręt był mocno spróchniały, z której to przyczyny był właśnie w drodze do Halifax, gdzie miał przejść remont, a zwalenie się bezanmasztu, co unieruchomiło „Guerriere” na początku bitwy, spowodowane było tyleż przegniciem, co uszkodzeniem w boju. Nie sugerowano, że Dacres i jego załoga nie uczynili wszystkiego co w ich mocy lub że Dacres nie wykazał dość rozsądku w boju z „Constitution” (jako że na początku wojny w Royal Navy utrzymywano, że 38-działowa brytyjska fregata jest w stanie pokonać 44-działową fregatę każdego innego państwa). W tej sytuacji Dacres został uniewinniony.